# Oedura
Oedura es un género de geckos de la familia Diplodactylidae. Estos geckos son endémicos de Australia. El género incluye especies de hábitos nocturnos y arbóreos. Son de tamaño medio y aspecto más bien alargado.

## Especies
Se reconocen las siguientes 14 especies:
- Oedura atra Hoskin, 2025[4]
- Oedura bella Oliver & Doughty, 2016
- Oedura castelnaui (Thominot, 1889)
- Oedura cincta De Vis, 1888
- Oedura coggeri Bustard, 1966
- Oedura filicipoda King, 1985
- Oedura fimbria Oliver & Doughty, 2016
- Oedura gemmata King & Gow, 1983
- Oedura gracilis King, 1985
- Oedura jowalbinna Hoskin & Higgie, 2008
- Oedura marmorata Gray, 1842
- Oedura monilis De Vis, 1888
- Oedura murrumanu Oliver, Laver, Melville & Doughty, 2014
- Oedura tryoni De Vis, 1884